# Memory Lane: The Best of McFly
Memory Lane: The Best of McFly è un album di raccolta del gruppo musicale britannico McFly, pubblicato nel 2012.

## Tracce
1. Love Is Easy – 3:41 (Tom Fletcher, Danny Jones, Dougie Poynter)
2. Shine a Light (featuring Taio Cruz) – 3:39 (Taio Cruz, Fletcher, Jones, Poynter, Harry Judd)
3. Party Girl – 3:11 (Dallas Austin, Fletcher, Poynter, Jones, Judd)
4. Falling in Love – 4:27 (Fletcher, Jones, Jason Perry)
5. Do Ya – 2:54 (Fletcher, Jones, Poynter, James Bourne)
6. Lies – 3:45 (Fletcher, Poynter, Jones)
7. One for the Radio – 3:06 (Fletcher)
8. The Heart Never Lies – 3:26 (Fletcher)
9. Transylvania – 4:10 (Fletcher, Poynter)
10. Friday Night – 3:22 (Daniel Carter, Julian Emery, Fletcher, Jones, Perry, Poynter)
11. Star Girl – 3:28 (Carter, Emery, Fletcher, Perry, Poynter, Jones, Judd)
12. Don't Stop Me Now – 3:20 (Freddie Mercury)
13. I'll Be OK – 3:24 (Fletcher, Jones, Poynter)
14. All About You – 3:06 (Fletcher)
15. Room on the Third Floor – 3:16 (Fletcher, Jones)
16. Obviously – 3:18 (Bourne, Fletcher, Jones)
17. Five Colours in Her Hair – 2:58 (Bourne, Fletcher, Jones, Ben Sargeant)
18. Do Watcha – 3:12 (Fletcher, Jones, Poynter)
19. Cherry Cola – 3:03 (Fletcher, Jones, Poynter)
20. That Girl (Original 2003 Demo) – 2:53 (Bourne, Fletcher)
21. Obviously (Original 2003 Demo) – 3:18 (Bourne, Fletcher, Jones)
22. Memory Lane – 4:40 (Bourne, Fletcher)

Edizione deluxe
1. Umbrella – 4:05 (Jay-Z, Kuk Harrell, Terius Nash, Christopher "Tricky" Stewart)
2. Lola (featuring Busted) – 4:13 (Ray Davies)
3. The Guy Who Turned Her Down – 3:58 (Tom Fletcher, James Bourne)
4. Get Over You – 2:34 (Tom Fletcher, James Bourne)
5. You've Got a Friend – 4:27 (Carole King)
6. No Worries – 2:56 (Tom Fletcher, James Bourne, Charlie Simpson)
7. Silence Is A Scary Sound (Live at the Manchester Arena) – 3:24 (Dougie Poynter)
8. Sunny Side of the Street (Demo) – 3:14 (Tom Fletcher, Danny Jones, Anthony Brant)
9. Memory Lane (Original 2003 Demo) – 3:17 (Tom Fletcher, James Bourne)
10. Surfer Babe (Original 2003 Demo) – 2:35 (Tom Fletcher, James Bourne)
11. Ignorance – 3:00 (Dougie Poynter)
12. Down Down – 3:23 (McFly)
13. Mess Around You – 2:07 (McFly)
14. Rockin' Robin – 2:35 (Jimmie Thomas)
15. POV – 3:54 (Tom Fletcher)
16. She Loves You – 2:14 (John Lennon, Paul McCartney)
17. Mr. Brightside – 3:14 (Brandon Flowers, Dave Keuning)
18. Little Joanna – 3:56 (Tom Fletcher, Dougie Poynter, Danny Jones, Matthew Fletcher)
19. Bubblewrap – 5:12 (Tom Fletcher)
20. Five Colours in Her Hair (US Version) – 3:06 (Tom Fletcher, Danny Jones, James Bourne)